# Truncatelloidea
Super-famille
Les Truncatelloidea sont une super-famille de petits mollusques gastéropodes de l'ordre des Littorinimorpha. La plupart vivent en eaux douces ou saumâtres. 

## Liste des familles et sous-familles
Selon World Register of Marine Species (27 mars 2016) :
- famille Amnicolidae Tryon, 1863
- famille Anabathridae Keen, 1971
- famille Assimineidae H. Adams & A. Adams, 1856
- famille Bithyniidae Gray, 1857
- famille Bythinellidae Locard, 1893
- famille Caecidae Gray, 1850
- famille Calopiidae Ponder, 1999
- famille Clenchiellidae D. W. Taylor, 1966
- famille Cochliopidae Tryon, 1866
- famille Elachisinidae Ponder, 1985
- famille Emmericiidae Brusina, 1870
- famille Epigridae Ponder, 1985
- famille Falsicingulidae Slavoshevskaya, 1975
- famille Hydrobiidae Stimpson, 1865
- famille Hydrococcidae Thiele, 1928
- famille Iravadiidae Thiele, 1928
- famille Lithoglyphidae Tryon, 1866
- famille Moitessieriidae Bourguignat, 1863
- famille Pomatiopsidae Stimpson, 1865
- famille Stenothyridae Tryon, 1866
- famille Tateidae Thiele, 1925
- famille Tornidae Sacco, 1896 (1884)
- famille Truncatellidae Gray, 1840
- Truncatelloidea non assignés

## Galerie

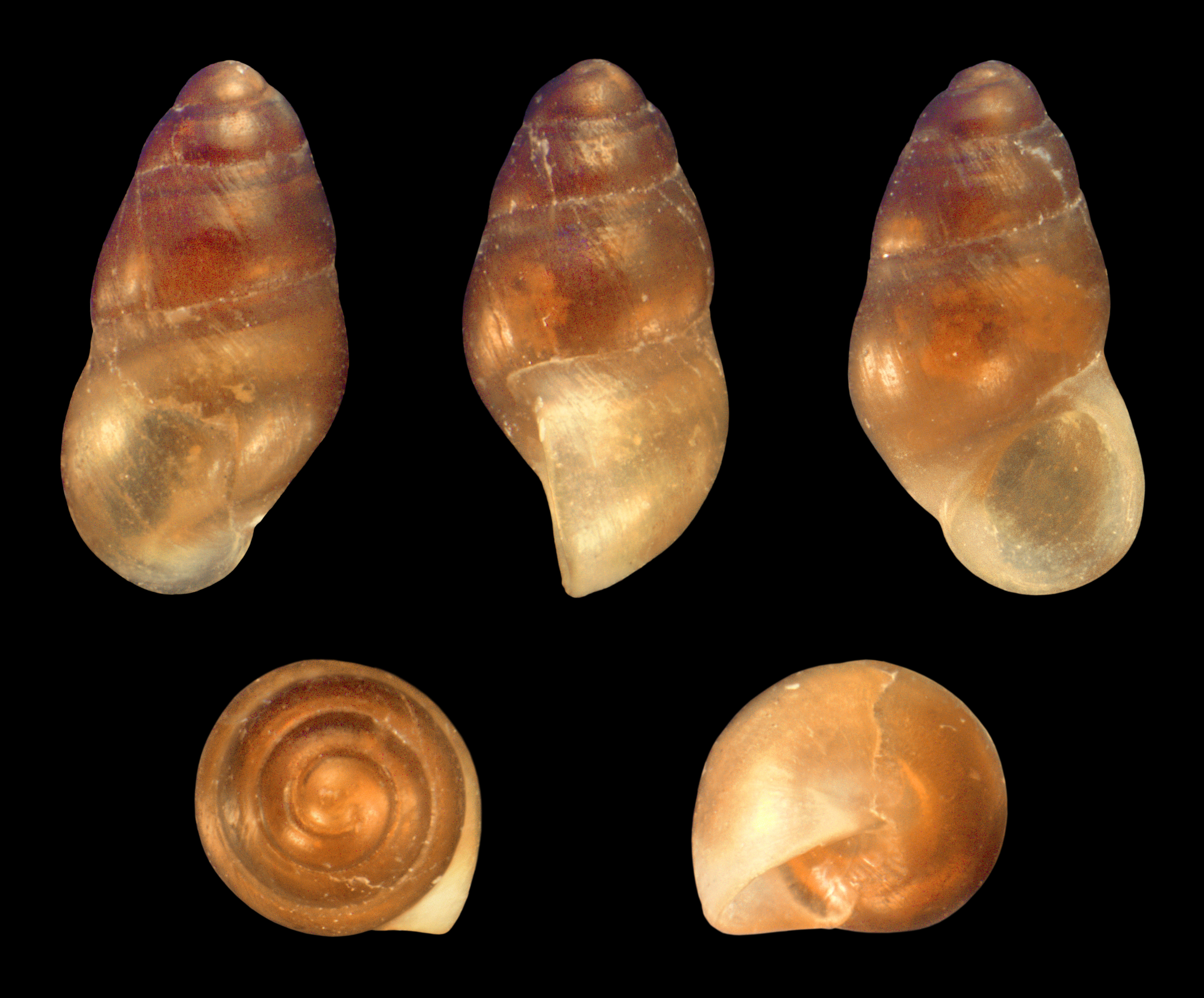
Pisinna glabrata (Anabathridae).
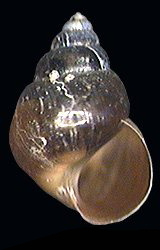
Assiminea grayana (Assimineidae).
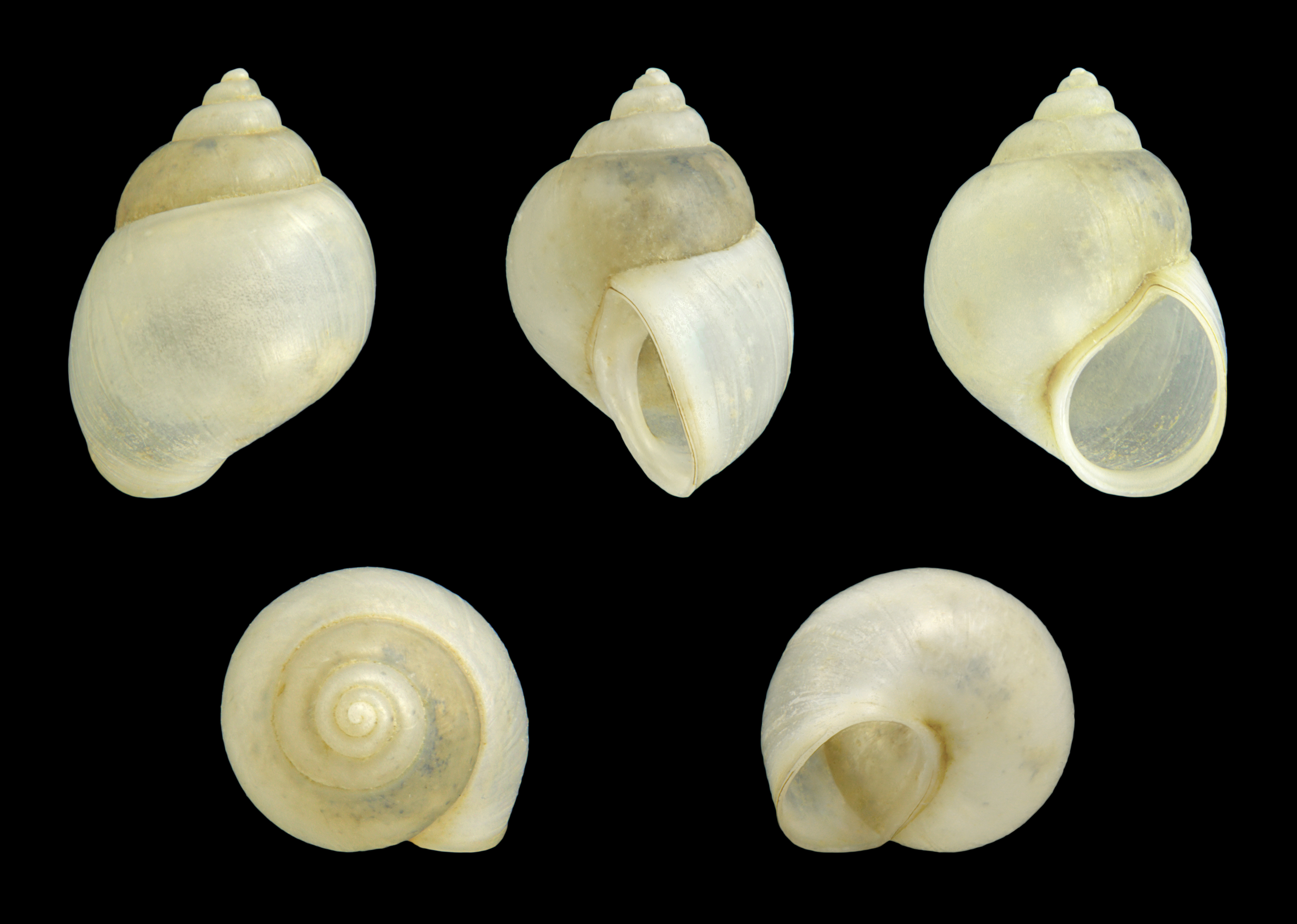
Bithynia tentaculata (Bithyniidae).
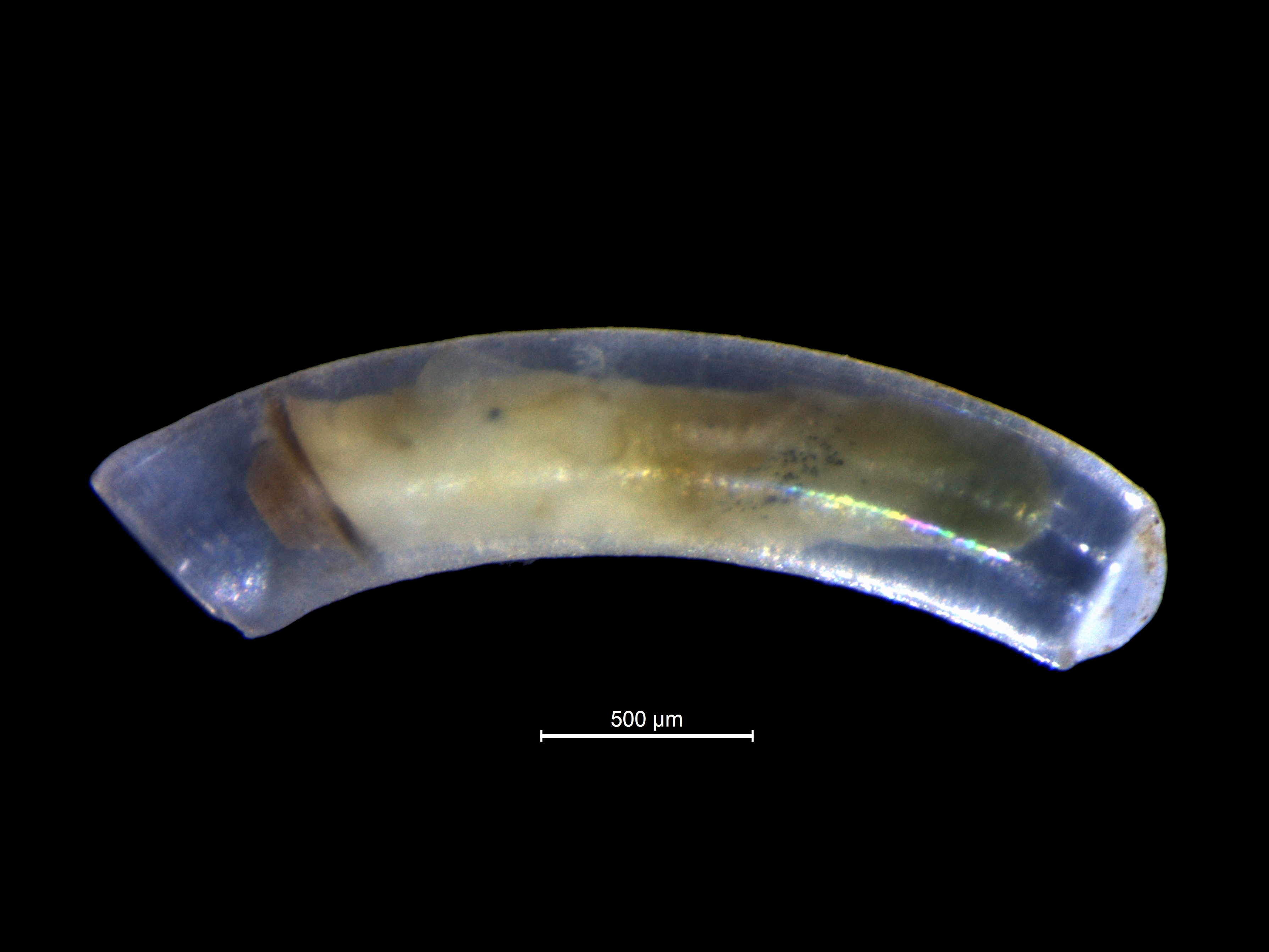
Caecum glabrum (Caecidae).
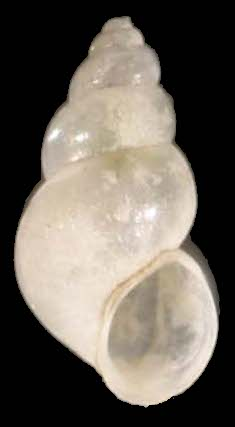
Heleobia stagnorum (Cochliopidae).
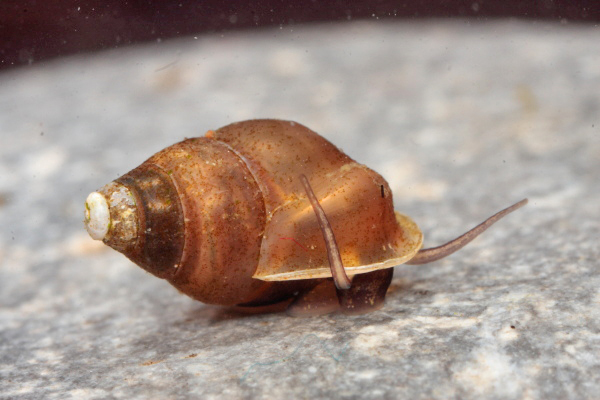
Emericia patula (Emmericiidae).
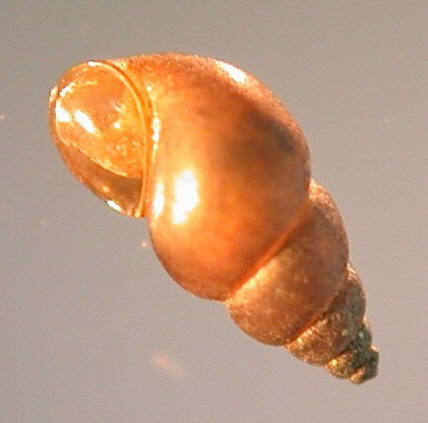
Potamopyrgus antipodarum (Hydrobiidae).
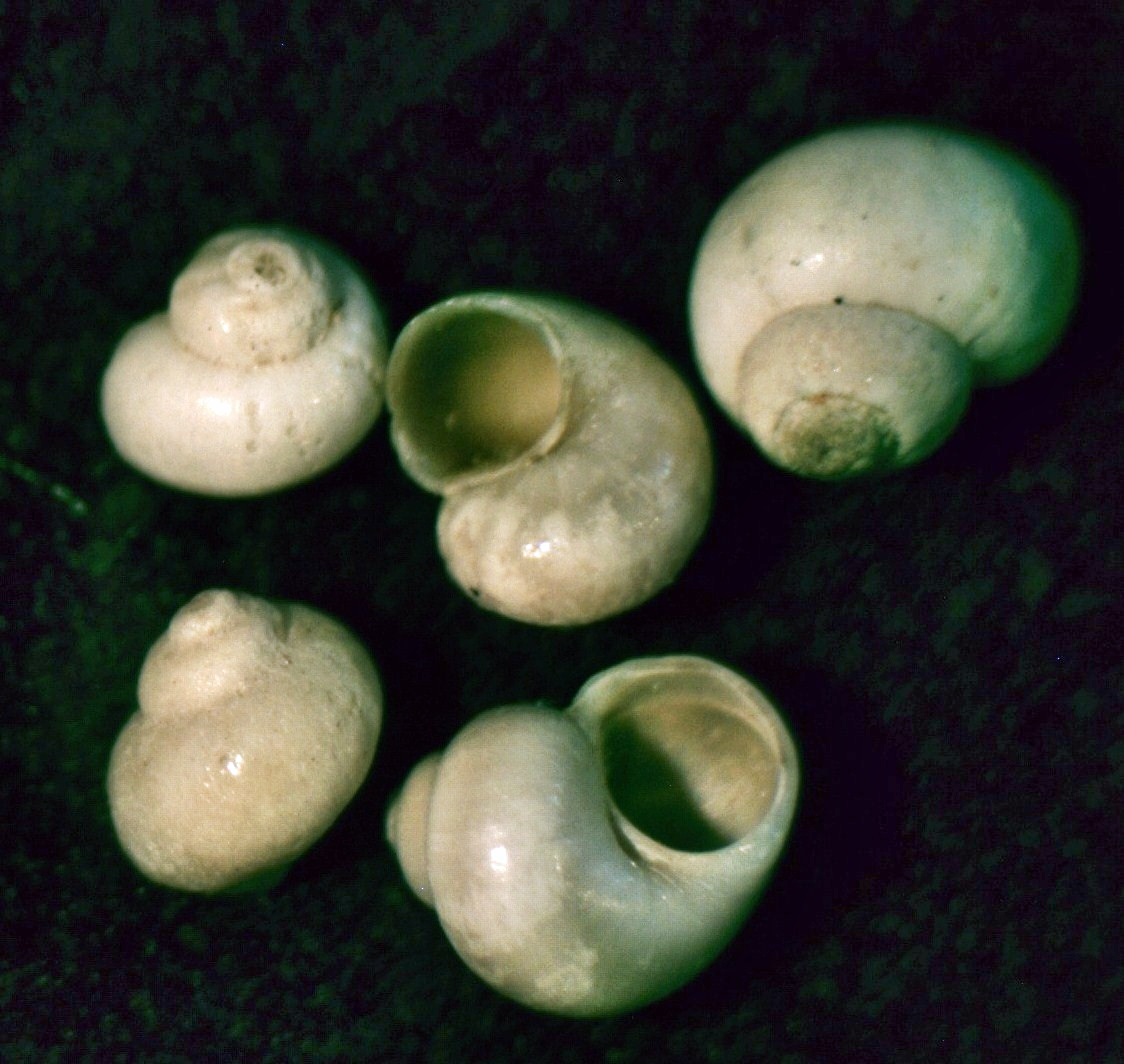
Hydrococcus brazieri (Hydrococcidae).
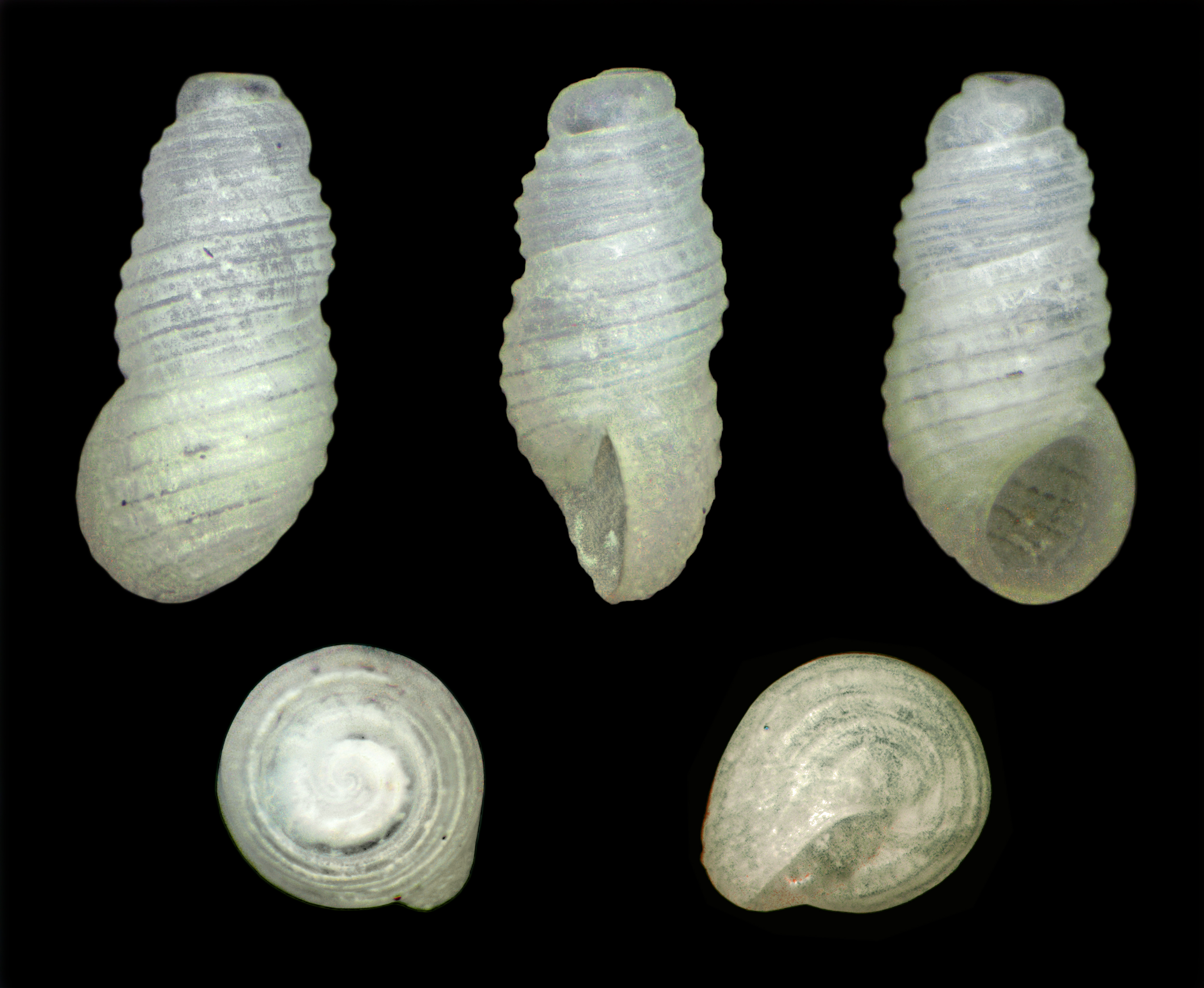
Liroceratia sulcata (Iravadiidae).
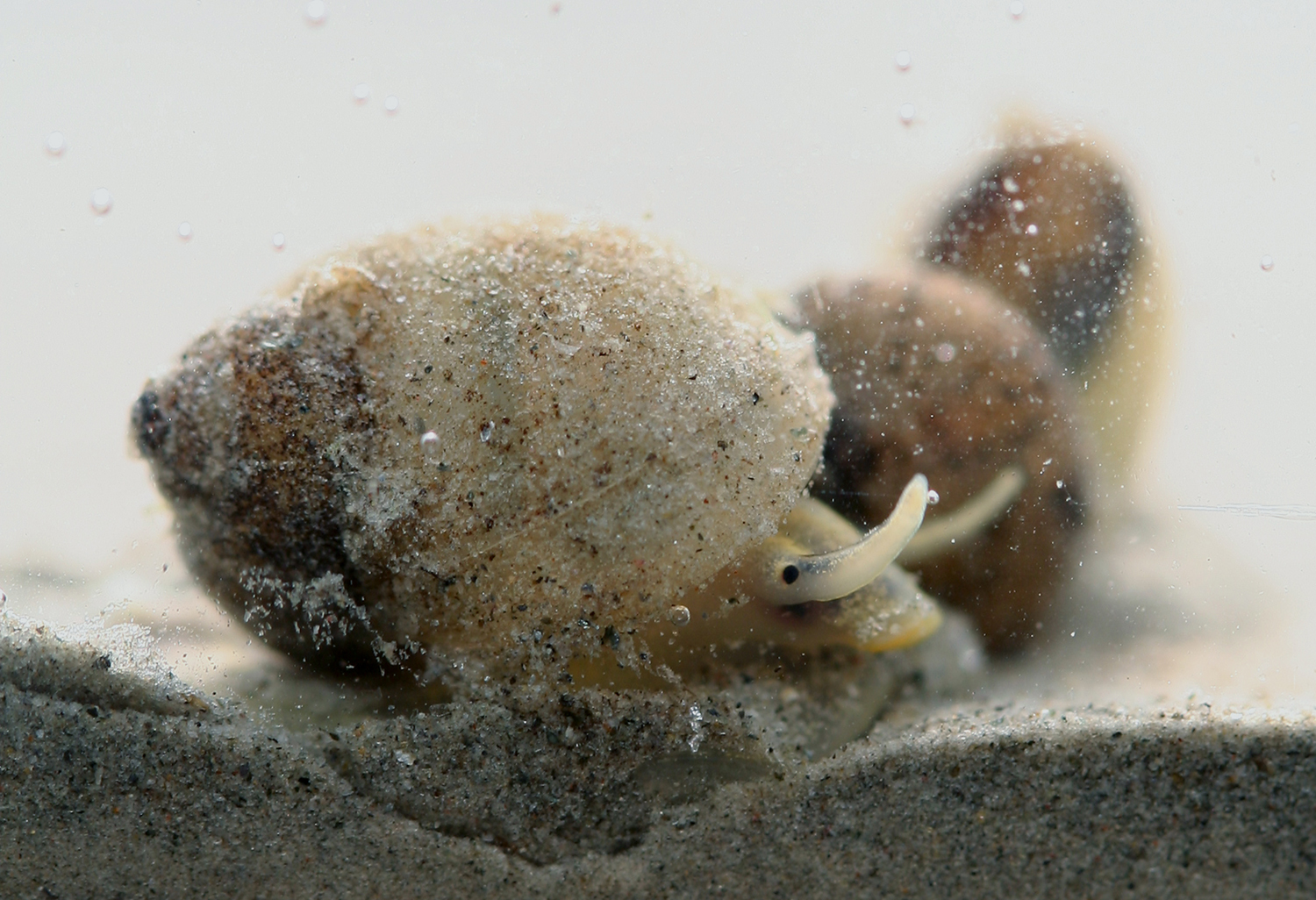
Lithoglyphus naticoides (Lithoglyphidae).
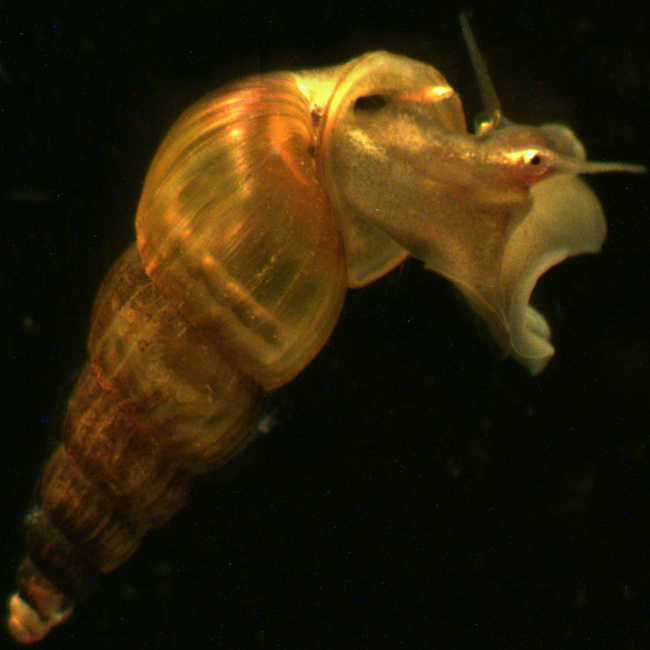
Oncomelania hupensis (Pomatiopsidae).
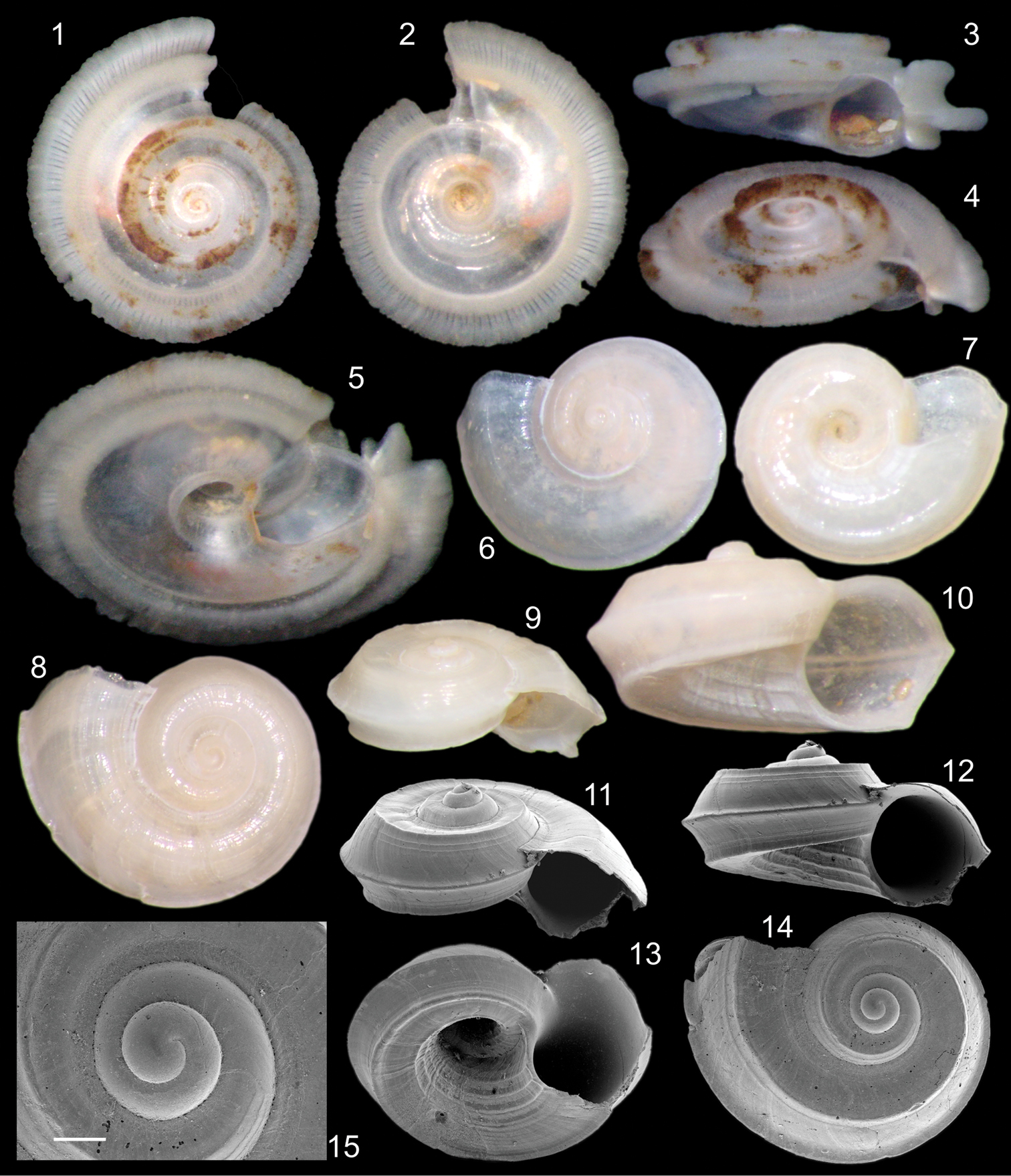
Cyclostremiscus mohicanus (Tornidae).
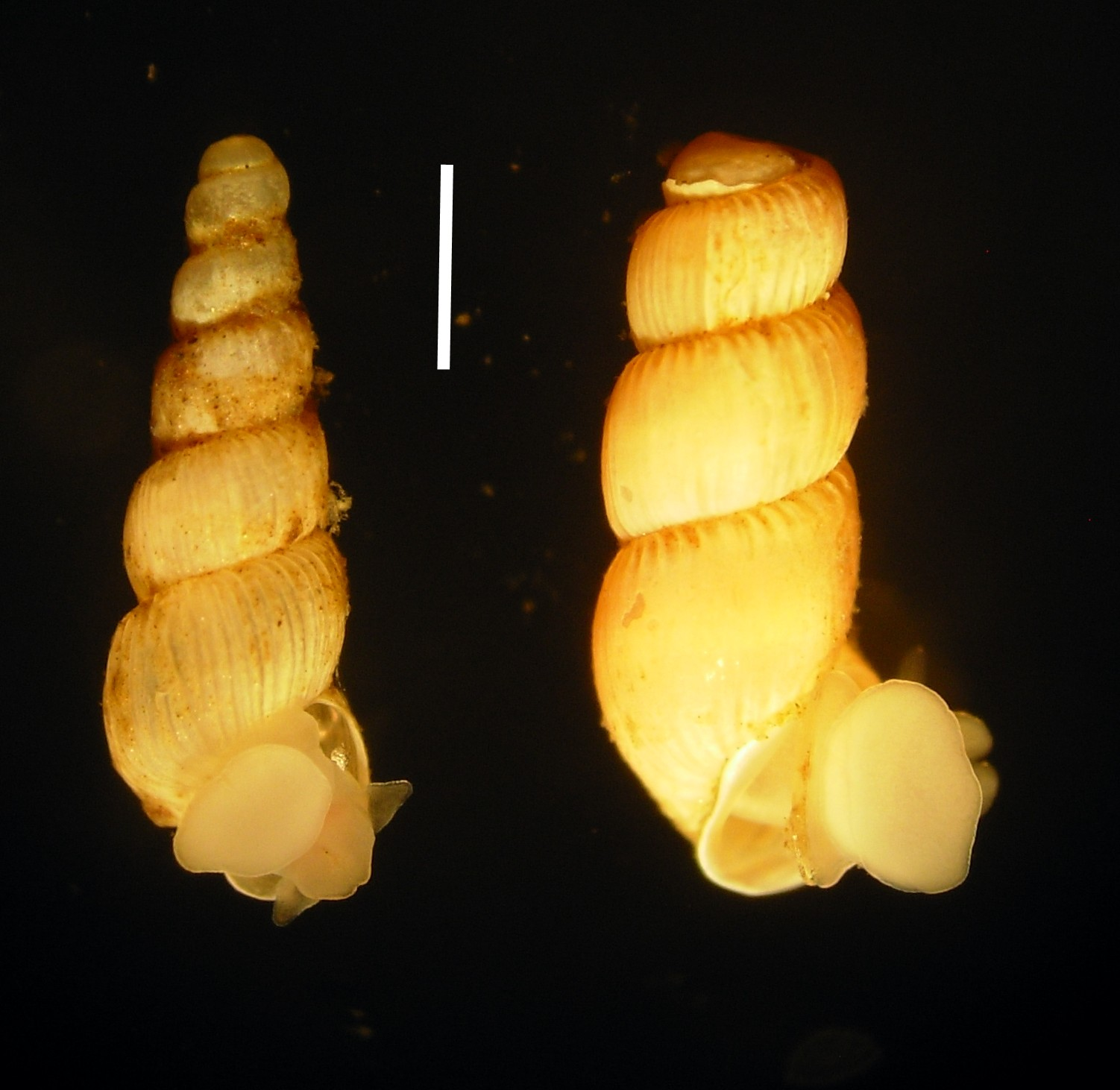
Truncatella subcylindrica (Truncatellidae).